# Mr. Meaty
A Mr. Meaty egy amerikai-kanadai televíziós szitkom. Jamie Shannon és Jason Hopley készítették, illetve ők játsszák a két főszereplőt is.

## Cselekmény
A műsor két fiúról, Josh Redgrove-ról és Parker Dinkleman-ről szól, akik a Mr. Meaty nevű gyorsétteremben dolgoznak. A sorozat a két fiú komikus és esetenként paranormális kalandjait mutatja be, miközben olyan tipikus tinédzser-dolgokkal foglalkozik, míg a szerelem vagy a népszerűség. 

## Fogadtatás
A kritikusok és a közönség nagy részének nem tetszett a sorozat, az "ijesztő" bábuk és a cselekmény miatt, amelyet jó páran a Drake és Josh sorozat koppintásának tartottak (ironikus módon a Mr. Meaty két főszereplőjének neve is Drake Bell és Josh Peck műsorbeli neveiből lett átvéve). Továbbá a "gyerekes" humor is a kritikák célpontja volt.

## Közvetítés
Magyarországon 2008-ban mutatták be, itthon is a Nickelodeonon ment 2010-ig, amikor a csatorna megújult. A Mr. Meaty 2 évadot ért meg, 20 epizóddal. 2006. szeptember 22-től ment 2009. május 23-ig Amerikában. Többféle csatorna is sugározta a sorozatot, kis hazánkban és az USA-ban a Nickelodeon adta, bár Amerikában a TeenNick is leadta. Kanadában a CBC Television és a YTV vetítette ezt a műsort.